# Campeonato Mundial de Esquí Alpino de 2015
El XLIII Campeonato Mundial de Esquí Alpino se celebró en las localidades de Vail y Beaver Creek (Estados Unidos) entre el 3 y el 15 de febrero de 2015 bajo la organización de la Federación Internacional de Esquí (FIS) y la Federación Estadounidense de Esquí.
Las competiciones se realizaron en las pistas de la estación de esquí de Beaver Creek Mountain.

## Calendario
| M | Masculino | F | Femenino | EQ | Mixto |

| Febrero de 2015 | 03 Mar | 04 Mié | 05 Jue | 06 Vie | 07 Sáb | 08 Dom | 09 Lun | 10 Mar | 11 Mié | 12 Jue | 13 Vie | 14 Sáb | 15 Dom |
| --------------- | ------ | ------ | ------ | ------ | ------ | ------ | ------ | ------ | ------ | ------ | ------ | ------ | ------ |
| Descenso        |        |        |        | F      | M      |        |        |        |        |        |        |        |        |
| Eslalon         |        |        |        |        |        |        |        |        |        |        |        | F      | M      |
| Eslalon gigante |        |        |        |        |        |        |        |        |        | F      | M      |        |        |
| Supergigante    | F      |        | M      |        |        |        |        |        |        |        |        |        |        |
| Supercombinada  |        |        |        |        |        | M      | F      |        |        |        |        |        |        |
| Equipo          |        |        |        |        |        |        |        | EQ     |        |        |        |        |        |

## Resultados

### Masculino
| Evento                  | Oro                                  | Plata                                | Bronce                                |
| ----------------------- | ------------------------------------ | ------------------------------------ | ------------------------------------- |
| Descenso (07.02)        | Patrick Küng · Suiza · 1:43,18       | Travis Ganong Estados Unidos 1:43,42 | Beat Feuz · Suiza · 1:43,49           |
| Eslalon (15.02)         | Jean-Baptiste Grange Francia 1:57,47 | Fritz Dopfer · Alemania · 1:57,82    | Felix Neureuther · Alemania · 1:58,02 |
| Eslalon gigante (13.02) | Ted Ligety Estados Unidos 2:34,16    | Marcel Hirscher · Austria · 2:34,61  | Alexis Pinturault Francia 2:35,04     |
| Supergigante (05.02)    | Hannes Reichelt · Austria · 1:15,68  | Dustin Cook · Canadá · 1:15,79       | Adrien Théaux Francia 1:15,92         |
| Supercombinada (08.02)  | Marcel Hirscher · Austria · 2:36,10  | Kjetil Jansrud · Noruega · 2:36,29   | Ted Ligety Estados Unidos 2:36,40     |

### Femenino
| Evento                  | Oro                                     | Plata                                    | Bronce                                      |
| ----------------------- | --------------------------------------- | ---------------------------------------- | ------------------------------------------- |
| Descenso (06.02)        | Tina Maze Eslovenia 1:45,89             | Anna Fenninger · Austria · 1:45,91       | Lara Gut · Suiza · 1:46,23                  |
| Eslalon (14.02)         | Mikaela Shiffrin Estados Unidos 1:38,48 | Frida Hansdotter · Suecia · 1:38,82      | Šárka Strachová · República Checa · 1:39,25 |
| Eslalon gigante (12.02) | Anna Fenninger · Austria · 2:19,16      | Viktoria Rebensburg · Alemania · 2:20,56 | Jessica Lindell-Vikarby · Suecia · 2:20,65  |
| Supergigante (03.02)    | Anna Fenninger · Austria · 1:10,29      | Tina Maze Eslovenia 1:10,32              | Lindsey Vonn Estados Unidos 1:10,44         |
| Supercombinada (09.02)  | Tina Maze Eslovenia 2:33,37             | Nicole Hosp · Austria · 2:33,59          | Michaela Kirchgasser · Austria · 2:33,72    |

### Mixto
| Evento          | Oro | Plata | Bronce |
| --------------- | --- | --- | --- |
| Equipos (10.02) | Austria · Eva-Maria Brem · Michaela Kirchgasser · Marcel Hirscher · Christoph Nösig · Nicole Hosp R · Philipp Schörghofer R | Canadá · Candace Crawford · Erin Mielzynski · Phil Brown · Trevor Philp · Marie-Pier Préfontaine R · Erik Read R | Suecia · Maria Pietilä-Holmner · Anna Swenn-Larsson · Mattias Hargin · André Myhrer · Sara Hector R · Markus Larsson R |

## Medallero
| Núm. | País            | Oro | Plata | Bronce | Total |
| ---- | --------------- | --- | ----- | ------ | ----- |
| 1    | Austria         | 5   | 3     | 1      | 9     |
| 2    | Estados Unidos  | 2   | 1     | 2      | 5     |
| 3    | Eslovenia       | 2   | 1     | 0      | 3     |
| 4    | Francia         | 1   | 0     | 2      | 3     |
| 4    | Suiza           | 1   | 0     | 2      | 3     |
| 6    | Alemania        | 0   | 2     | 1      | 3     |
| 7    | Canadá          | 0   | 2     | 0      | 2     |
| 8    | Suecia          | 0   | 1     | 2      | 2     |
| 9    | Noruega         | 0   | 1     | 0      | 1     |
| 10   | República Checa | 0   | 0     | 1      | 1     |
|      | TOTAL           | 11  | 11    | 11     | 33    |